# آدامانتان

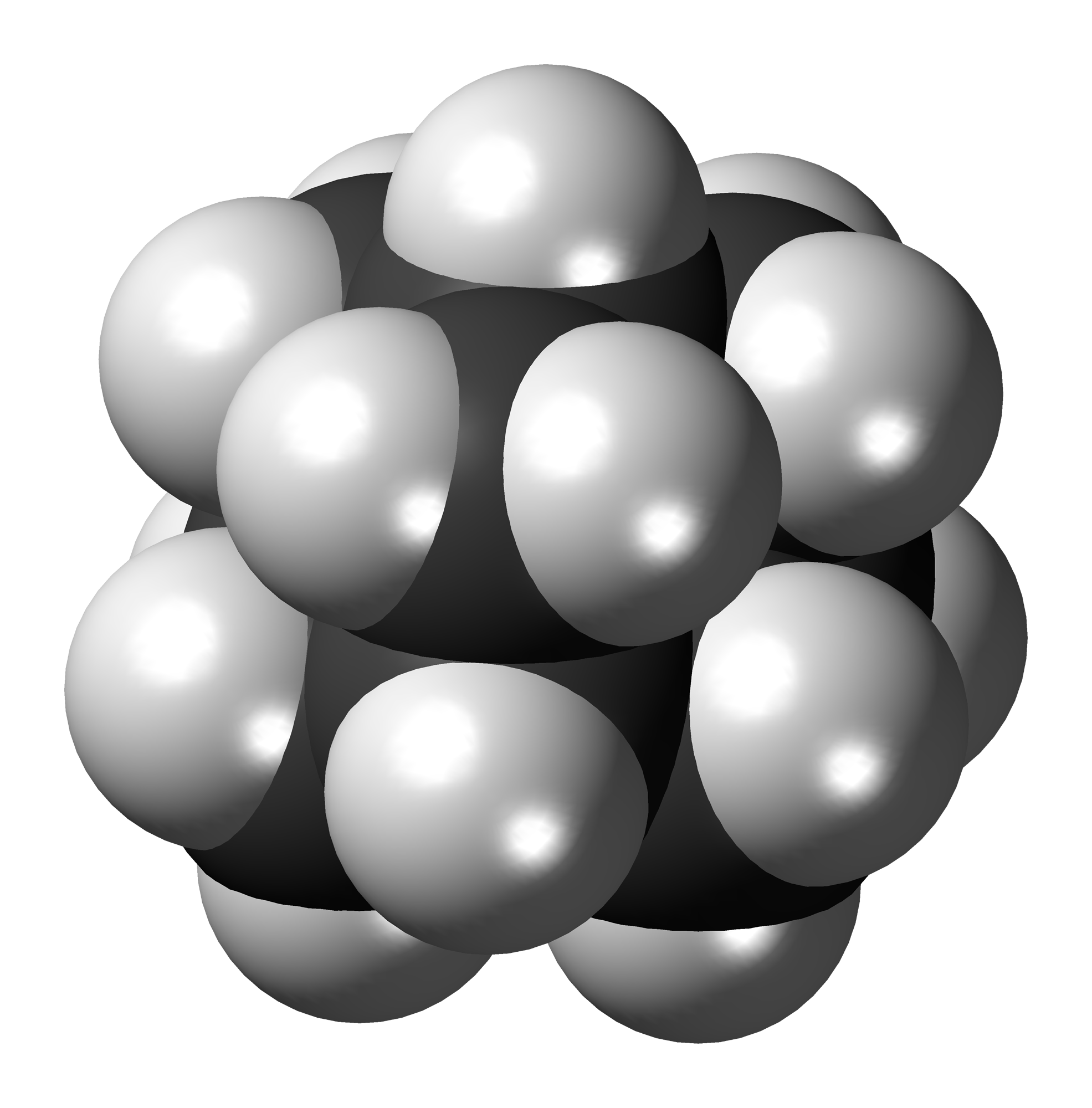
مدل‌فضایی از مولکول آدامانتان.

انیمیشین سه بعدی(فضایی) مولکول آدامانتان.

آدامانتان (به انگلیسی: Adamantane) یک ترکیب شیمیایی با شناسه پاب‌کم ۹۲۳۸ است. شکل ظاهری این ترکیب، پودر سفید است.

## نگارخانه

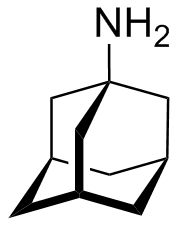